# 三陵站 (京畿道)
三陵站（：／ Samneung yeok */?）是位于韩国京畿道高阳市德阳区元新洞的一个铁路车站，属于首尔郊外线。

## 历史
- 1967年1月9日 - 落成使用[1]。

## 车站周边
- 高陽恭讓王陵

## 相鄰車站
韓国铁道公社
首尔郊外线
元陵－三陵－碧蹄